# レッド・スネイク
『レッド・スネイク』（英語: Sisters in Arms、フランス語: Sœurs d'armes）は、カロリーヌ・フレストが脚本・監督を務めた、歴史的な出来事に基づいたフランスの戦争ドラマ映画。この映画は2019年10月に公開された。

## あらすじ
ケンザとヤエルは、クルド軍と一緒に戦うためにシリアに行く2人の若いフランス人女性である。そこで彼らは、ヤズィーディーの生存者であるザラに出会う。異なる文化で生まれたが、深く団結した女性戦士たちは、過去の傷を癒し、現在の強さ、特に敵に刺激を与える恐れを見い出す。 3人の若い女性は次第に仲を深め、真の戦友となっていく。

## キャスト
※括弧内は日本語吹替。
- ザラ - ディラン・グウィン（英語版）（早見沙織）
- 司令官 - アミラ・カサール（田村千恵）
- ケンザ - カメリア・ジョルダナ（フランス語版）（松井暁波）
- ヤエル - エスター・ガレル（フランス語版）（熊谷海麗）
- マザー・サン - マヤ・サンサ（和優希）
- スナイプ - ナンナ・ブロンデル（菊永あかり）
- 有志連合のエージェント - パスカル・グレゴリー
- クルダ夫人 - ヌーシュ・スカウゲン（ニケライ・ファラナーゼ）
- アル・ブリターニ - マーク・ライダー
- 司令官 - コルクマズ・アルスラン
- El Tounsi - Youssef Douazou

## 製作
『レッド・スネイク』は、560万ユーロの予算で、カロリーヌ・フレストによって書かれ、監督された 。
このプロジェクトは、2018年1月にタイトルを『Red Snake』としたうえで発表された 。